# DIO NEW SOURCE
『DIO NEW SOURCE』（ディオ ニュー ソース）は、UZUMAKIの通算9枚目、メジャーデビュー後6枚目のオリジナルアルバム。2010年3月10日発売。

## 概要
今作アルバムのゲストボーカルとして、UVERworldのボーカルTAKUYA∞が参加している。

## 収録曲
1. HALLUCINATION
  - 作詞:ATARU・JYU、作曲:TERRY、編曲:UZUMAKI

本作のリードトラックであり、PVが制作されている。
コナミ音楽ゲーム『jubeat knit』に今楽曲が収録された。
2. TWO FACE
  - 作詞:ATARU・JYU、作曲:JYU、編曲:UZUMAKI

WEBアニメ『$MATCH』テーマソング。
3. RUSH feat.JESSE(RIZE)
  - 作詞:ATARU・JYU・JESSE、作曲・編曲:UZUMAKI・JESSE

6thシングル。
4. 口遊 -クチズサミ-
  - 作詞:ATARU・JYU、作曲:T2-LOW、編曲:UZUMAKI・ULT"L"AMANT" 太郎
5. MAZE
  - 作詞:ATARU・JYU、作曲:YOSHIO、編曲:UZUMAKI
6. EXTINCT FREEDOM feat.TAKUMA(10-FEET)
  - 作詞:ATARU・JYU・TAKUMA、作曲:UZUMAKI・TAKUMA、編曲:UZUMAKI・TAKUMA

5thシングル。
7. RECALL
  - 作詞:ATARU・JYU、作曲:YOSHIO、編曲:UZUMAKI
8. SWEET DOOM
  - 作詞:JYU、作曲・編曲:UxZxMxK
9. PAIN BACK
  - 作詞:JYU、作曲・編曲:UxZxMxK
10. TIME
  - 作詞:ATARU、作曲:UUUUU A.K.A YUGOTAKINO、編曲:UZUMAKI
11. AQUA COLORS
  - 作曲:JYU、編曲:JYU・ULT"L"AMANT" 太郎

インスト。
12. サク、徒花 feat.TAKUYA∞(UVERworld)
  - 作詞:ATARU・JYU・TAKUYA∞、作曲・編曲:UZUMAKI・TAKUYA∞
13. GHOST
  - 作詞:ATARU・JYU、作曲・編曲:UZUMAKI